# Too Much Texas
Too Much Texas ist eine englische Band aus Manchester.

## Bandgeschichte
Too Much Texas wurde 1985 in Manchester von Tom Hingley (Gesang und Gitarre) und seinen Schulfreunden Gordon MacKay (Lead-Gitarre) und Raymond Breckon (Bass) gegründet. Die Schlagzeuger wechselten mehrmals in der Geschichte der Band. Die erste Veröffentlichung, die Flexi-Disc Fixed Link, erschien 1986. Sie lag dem Fanzine „Debris“ bei und wurde von John Peel in seiner Sendung bei der BBC gespielt. Im Herbst 1988 kam die Single Hurry On Down mit drei Titeln auf den Markt und wurde wieder von John Peel gespielt, der anschließend die Band zu einer Radio-Session einlud. 1989 verließ Tom Hingley die Band und stieg bei den Inspiral Carpets ein. Too Much Texas veröffentlichte noch die Single Smart und löste sich 1992 auf. 2006 fanden sie sich in alter Besetzung wieder zusammen und mit Pete Marshall an den Drums gingen sie im Frühjahr 2006 in England auf Tour und veröffentlichten die CD Juvenilia.
Tom Hingley singt neben den Inspiral Carpets auch noch in der Band The Lovers. Bei den Lovers spielen zwei ehemalige Mitglieder der englischen Kult-Band The Fall mit, Steve Hanley am Bass und sein jüngerer Bruder Paul Hanley am Schlagzeug.

## Diskografie
- Fixed Link, 1986, Debris Flexi Disc
- Hurry On Down, 1988, Ugly Man Records
- Smart, 1989, Ugly Man Records
- Juvenilia, 2006, Newmemorabilia Records